# Delphinobius rugicollis
Delphinobius rugicollis är en skalbaggsart som beskrevs av Leon Fairmaire 1901. Delphinobius rugicollis ingår i släktet Delphinobius och familjen Melolonthidae. Inga underarter finns listade i Catalogue of Life.